# Triple Play 98
A Triple Play 98 baseball-videójáték, melyet az EA Canada fejlesztett és az EA Sports jelentetett meg. A játék 1997. április 30-án jelent meg PlayStationre, illetve 1997. május 31-én Windowsra. A Triple Play 98 az első baseball-videójáték, melyben a főkommentátor (Jim Hughson) mellett egy szakkommentátor (Buck Martinez) is helyet kapott.

## Fogadtatás
| Összegzőoldal | Értékelés | Értékelés |
| Összegzőoldal | PC        | PS        |
| ------------- | --------- | --------- |
| GameRankings  | 83%       | 82%       |

| Szerző          | Értékelés | Értékelés |
| Szerző          | PC        | PS        |
| --------------- | --------- | --------- |
| AllGame         | N/A       | [ 5 ]     |
| CNET Gamecenter | 7/10      | 9/10      |
| CGSP            | [ 8 ]     | N/A       |
| CGW             | [ 9 ]     | N/A       |
| EGM             | N/A       | 7,5/10    |
| Famicú          | N/A       | 26/40     |
| Game Informer   | 9,25/10   | 9/10      |
| GameFan         | N/A       | 91%       |
| GamePro         | N/A       | [ 15 ]    |
| GameSpot        | 8,3/10    | 7,2/10    |
| IGN             | N/A       | 9,2/10    |
| Next Generation | N/A       | [ 18 ]    |
| PC Gamer (US)   | 92%       | N/A       |

A játék mindkét változata kedvező kritikai fogadtatásban részesült a GameRankings kritikaösszegző weboldal szerint. Legfőképp a realisztikus grafikát és az animációkat, valamint a játékmódok és funkciók átfogó jellegét dicsérék. A GameSpot a PlayStation-verziót „minden idők legteljesebb konzolos baseballjátéknak” nevezte. A korábban példátlan kétszemélyes kommentárt is általánosságban kedvezően fogadták, ezzel szemben viszont néhányan megjegyezték, hogy az alacsony képfrissítési sebesség bezavar a játék menetébe. A Next Generation szerkesztője megjegyezte, hogy „A játéknak még mindig vannak hibái: a mesterséges intelligencia, a lassú képfrissítés, valamint az ütőjátékosok között is túlzottan nagy a késedelem, azonban mindezek ellenére egyetlen másik baseballjáték sincs PlayStationre, ami még csak a közelébe is érne a Triple Playhez a grafika vagy a játszhatóság terén.” A GamePro 4,5/5 pontot adott a játék irányítására, illetve a többi három kategóriában (grafika, hang, szórakozás) tökéletes, 5/5 pontot, kiemelve, hogy „A kezdők és a profik is elboldogulnak vele, a játékmenet kifizetődő és szórakoztató, és igazán életre kelti a dobó- és az ütőjátékos közötti párharcot.” A japán Famicú 26/40-es összpontszámot adott a játék konzolos verziójára.
Tommy Tallarico az Electric Playground egyik epizódjában 8,5/10, míg társműsorvezetője, Victor Lucas 9/10-es pontszámot adott a játékra.>

## Fordítás
- Ez a szócikk részben vagy egészben  a   Triple Play 98 című angol Wikipédia-szócikk ezen változatának fordításán alapul.  Az eredeti cikk szerkesztőit annak laptörténete sorolja fel. Ez a jelzés csupán a megfogalmazás eredetét és a szerzői jogokat jelzi, nem szolgál a cikkben szereplő információk forrásmegjelöléseként.